# Chhabi Biswas
Chhabi Biswas (bengalisch ছবি বিশ্বাস Chabi Biśbās; bürgerlicher Name Sachindranath Biswas; * 12. Juli 1900 in Kolkata; † 11. Juni 1962 ebenda) war ein indischer Theater- und Filmschauspieler.
Chhabi Biswas wurde in eine aristokratische bengalische Familie geboren. Er interessierte sich schon frühzeitig für das Theater und war mit vielen Schauspielern seiner Zeit (unter anderen Sisir Bhaduri, Durgadas Bannerjee, Ahindra Choudhury, Jahar Ganguly) bekannt. So begann er schließlich, selbst am Theater und im Film zu arbeiten; 1938 begann dann seine professionelle Bühnenlaufbahn. Er spielte Hauptrollen in den Stücken Devdas, Kashinath und Siraj-ud-Doula.
Sein Filmdebüt hatte er 1936 in Annapurnar Mandir, in dem er eine Hauptrolle neben Jiban Bose und Manorama spielte. Bleibenden Ruhm erlangte er mit seinen Rollen als verarmter aristokratischer Landverpächter mit Obsession für klassische indische Musik in Satyajit Rays Jalsaghar (1958), als (aber)gläubiger Schwiegervater in Devi (1960) und in Kanchenjungha (1962), wo er als Familienpatriarch in Darjiling seine jüngste Tochter an einen NRI-Businessman verheiraten will. Ebenso bemerkenswert sind seine Hauptrollen in Ajoy Kars Saptapadi (1962), in Tapan Sinhas Kabuliwala (1957) und als Dada Thakur (1962). Auf der Bühne wie im Film war er am besten besetzt und beim Publikum beliebt in aristokratischen Rollen. Chhabi Biswas spielte in mehr als 100 Filmen. Er starb bei einem Verkehrsunfall.
Biswas wurde 1960 mit einem Sangeet Natak Akademi Award ausgezeichnet.

## Filme (Auswahl)
- 1936: Annapurnar Mandir
- 1940: Nartaki
- 1940: Nimai Sannyas
- 1941: Pratisruti
- 1942: Jiban Sangini
- 1942: Ashok
- 1942: Bondi
- 1942: Garmil
- 1942: Parineeta
- 1943: Dwanda
- 1943: Samadhan
- 1944: Matir Ghar
- 1945: Dui Purush
- 1946: Biraj Bou
- 1950: Mandanda
- 1954: Dhuli
- 1956: Kabuliwala
- 1956: Ek Din Raatre
- 1956: Dadathakur
- 1957: Adarsha Hindu Hotel
- 1958: Jalsaghar
- 1960: Devi
- 1960: Hospital
- 1961: Saptapadi
- 1962: Kanchanjungha
- 1962: Bodhu